# Academia del Reino de Marruecos
La Academia del Reino de Marruecos (en árabe : أكاديمية المملكة المغربية; en amazigh: ⵜⴰⴳⴰⴷⵉⵎⵉⵢⵜ ⵏ ⵜⴳⵍⴷⵉⵜ ⵏ ⵍⵎⵖⵔⵉⴱ) es una institución académica de Marruecos. Fue fundada el 8 de octubre de 1977 por el rey Hassan II con el objetivo de contribuir al desarrollo y fomento de la investigación científica, particularmente en el campo de las ciencias humanas, la cultura y las artes. El sitio de la academia, ubicado a lo largo de la Avenida Mohammed VI, al sur de Rabat, es contiguo al de la otra institución académica marroquí: la Academia de Ciencias y Técnicas Hassan II, especializada por su parte en las ciencias exactas, naturales y técnicas.
La academia tiene sesenta miembros: treinta miembros residentes, de nacionalidad marroquí, y treinta miembros asociados, de nacionalidad extranjera.
En 2021, la Academia del Reino de Marruecos fue reorganizada por la ley n° 74-19 promulgada por el dahir n° 1-21-02 del 5 de febrero de 2021. Ahora incluye tres institutos: la Instancia académica superior de traducción; el Instituto académico de las artes; el Instituto real de investigación sobre la historia de Marruecos.

## Organización
El secretario perpetuo de la academia es Abdeljalil Lahjomri, quien también es director del Colegio Real desde 2015.

## Miembros

### De Marruecos
Abdallah Guennoun (1908-1989): escritor.
Mohamed EL Fassi (1908-1991): político.
Abdelkrim Ghallab (1919-2017): político.
Mohamed Aziz Lahbabi (1923-1993): filósofo.
Mahdi Elmandjra (1933-2014): académico.

### Extranjeros
Emilio García Gómez (1905-1995): arabista y diplomático español.
Edgar Faure (1908-1988): político francés.
Norbert Calmels (1908-1985): clero y escritor francés.
Georges Vedel (1910-2002): abogado francés.
Robert Ambroggi (1918-2006): Hidrólogo
.Alex Haley (1921-1992): escritor estadounidense.
Alexandre de Marenches: oficial y político francés.
Henry Kissinger (1923-2023): político estadounidense.
Fuat Sezgin (1924-2018): matemático y escritor turco.
Donald Sharp Fredrickson (1924-2002): médico estadounidense.
Neil Armstrong (1930-2012): astronauta estadounidense.